# Natourcriterium Roeselare 2014
De 5e editie van de Belgische wielerwedstrijd het Criterium van Roeselare werd verreden op 29 juli 2014. De start en finish vonden plaats in Roeselare. De winnaar was Rafal Majka, gevolgd door Rui Costa en Marcel Kittel.

## Uitslag
| Natourcriterium Roeselare 2014 |                     |                         |            |
| Plaats                         | Naam                | Ploeg                   | Tijd       |
| Winnaar                        | Rafal Majka         | Tinkoff-Saxo            | 2u 13' 23" |
| 2                              | Rui Costa           | Lampre-Merida           | z.t.       |
| 3                              | Marcel Kittel       | Giant-Shimano           | 4"         |
| 4                              | Jens Keukeleire     | Orica GreenEDGE         | z.t.       |
| 5                              | Alessandro Petacchi | Omega Pharma-Quick-Step | z.t.       |
| 6                              | Niki Terpstra       | Omega Pharma-Quick-Step | z.t.       |
| 7                              | Leopold König       | NetApp-Endura           | z.t.       |
| 8                              | John Degenkolb      | Giant-Shimano           | z.t.       |
| 9                              | Luca Paolini        | Team Katjoesja          | z.t.       |
| 10                             | Sven Nys            | Crelan-AA Drink         | z.t.       |

2010 · 2011 · 2012 · 2013 · 2014 · 2015 · 2016 · 2017 · 2018 · 2019 · 2020 · 2021 · 2022